# Q.E.D. 証明終了のエピソード一覧
Q.E.D. 証明終了のエピソード一覧（キューイーディー しょうめいしゅうりょうのエピソードいちらん）では、加藤元浩による漫画『Q.E.D. 証明終了』およびその新シリーズとなる『Q.E.D. iff ―証明終了―』のエピソードを示す。
サブタイトルは単行本収録時に決定されることが多く、雑誌掲載時、話そのものは無タイトル（タイトル未定）であることも少なくない。1巻・2巻で収録順が前後しているように、各話の単行本収録はページ数の都合や作品そのものの性質を勘案して決定されるようになっている。そのため、単行本収録話の掲載順序は作品初出の順序とは一致しておらず、時期・事情においては既に単行本になっていてもおかしくない時期の話が単行本未収録となる事態が発生する。
本項では単行本収録順に準拠し、話数の（）内の数字は掲載誌での連載時の順番とする。

## Q.E.D.

### 第1巻 - 第10巻
| 話       | タイトル             | 掲載誌               | 掲載号             | 収録 | あらすじ |
| -------- | -------------------- | -------------------- | ------------------ | ---- | --- |
| 1        | ミネルヴァの梟       | 『マガジンGREAT』    | 1997年7月号        | 1巻  | 可奈の友人の父でもあるゲーム会社の社長が何者かに刺殺された。現場となった社長室は密室であり、社長はトランプのダイヤのキングを握っていた。可奈は偶然出会ったクラスメイト・想と共に事件解決に臨む。               |
| 2（4）   | 銀の瞳               | 『マガジンGREAT』    | 1998年11月号       | 1巻  | 高名な人形師の死後、残された人形の前で悪徳な金貸しが死んだ。だが現場に居合わせた関係者は全員に動機があり、さらに証言はバラバラで食い違っていた。                                                               |
| 3（2）   | 六部の宝             | 『マガジンGREAT』    | 1998年5月号        | 2巻  | 想と可奈はある大地主の家に残された古文書の調査を頼まれ、山奥の村へとやってくる。だが、そこで六部殺しの呪いに見立てられた連続殺人事件が発生する。                                                               |
| 4（3）   | ロスト・ロワイヤル   | 『マガジンGREAT』    | 1998年7月号        | 2巻  | 可奈の後輩の祖父が世界に6台しかない幻の車「ブガッティ・ロワイヤル」の7台目を発見したという。だが7台目のロワイヤルは預けていた親友に裏切られ行方不明となる。想と可奈は7台目のロワイヤルの行方と真相を追う。     |
| 5        | ブレイク・スルー     | 『マガジンGREAT』    | 1999年1月号        | 3巻  | 想のMIT時代の仲間、ロキとエバが来日した。想とロキは親友同士だったが、2人の過去には想が大学を去るきっかけとなった論文破棄事件があった。                                                                         |
| 6        | 褪せた星図           | 『マガジンGREAT』    | 1999年3月号        | 3巻  | 雪山の朽ちた天文台。大型望遠鏡の中から焼死体が発見される。焼死体の正体が25年前に失踪した天文台の主と疑われる中、天文台を訪れた1人の首吊り死体が発見される。                                                    |
| 7        | 1st, April, 1999     | 『マガジンGREAT』    | 1999年5月号        | 4巻  | ディフェンディングチャンピオンとしてエイプリルフールクラブのネタに悩む想は偶然知人と会う。ある小国の外務省に務める彼は世界中の科学者が探し続けているモノポールを持っていた。                                   |
| 8        | ヤコブの階段         | 『マガジンGREAT』    | 1999年7月号        | 4巻  | 突如、東京の交通システムが麻痺した。ロキが来日し、システムダウンの原因はエバが作った人工生命クランだという。CIAが暗躍する中、想はクランの行方と事件の真相を探っていく。                                        |
| 9        | 歪んだ旋律           | 『マガジンGREAT』    | 1999年9月号        | 5巻  | 楽団への援助を求めていたチェリストが殺人を犯した。彼は死体を巧みに隠し、招いた想達を使ってアリバイ工作を行う。後日、彼が運んだ死体が発見され別人が逮捕される中、事件に興味を持った想は事件を明らかにしていく。 |
| 10       | 光の残像             | 『マガジンGREAT』    | 1999年11月号       | 5巻  | 想と可奈はフリーマーケットで古いカメラを手に入れる。カメラに残された5枚の写真に興味を持って山村にやってきた想達は土壁に塗り込められた古い死体を発見する。                                                      |
| 11       | ワタシノキオク...    | 『マガジンGREAT』    | 2000年1月号        | 6巻  | 想の妹・優が来日した。だが想への疑念を持つ優はトラブルに巻き込まれ、泥棒の濡れ衣を着せられてしまう。 |
| 12       | 青の密室             | 『マガジンGREAT』    | 2000年3月号        | 6巻  | スカイダイビング中に殺人事件が発生。上空・数千メートルの密室を解く。 |
| 13       | Serial John Doe      | 『マガジンGREAT』    | 2000年5月号        | 7巻  | 想と同輩のMITの首席卒業者を狙う連続殺人が発生。数学科首席の想も狙われる。独特な殺害方法、犯人が現場に残したメッセージから想は犯人の動機に迫っていく。                                                          |
| 14       | 憂鬱な午後           | 『マガジンGREAT』    | 2000年7月号        | 7巻  | 想と可奈が訪れた花屋で、現金盗難事件が起きる。当事者達がそれぞれの予定が差し迫る中、想は事件を明らかにしていく。                                                                                               |
| 15       | フォーリング・ダウン | 『マガジンGREAT』    | 2000年9月号        | 8巻  | 消防教官の転落死事故により閉鎖されたバンジージャンプ施設。事故や自殺とは考えにくく、しかし有力な容疑者は高所恐怖症というアリバイを持っていた。                                                                 |
| 16       | 学園祭狂騒曲         | 『マガジンGREAT』    | 2000年11月号       | 8巻  | 学園祭の準備に追われる想と可奈。準備のいざこざから同じフロア内の4つの部は険悪な雰囲気に包まれる。そんな中、4つ全ての会場が荒らされる事件が起こるが、全ての部にアリバイが成立しており…。                        |
| 17       | ゲームの規則         | 『マガジンGREAT』    | 2001年1月号        | 9巻  | 旧友の頼みを受けて、想は仕手筋の大物、ジョナス・ソロモンが開く恒例のゲームに参加することとなる。敗者には「沈黙の掟」が課せられるゲームの正体を想は明らかにする。                                               |
| 18       | 凍てつく鉄槌         | 『月刊少年マガジン』 | 2001年1月号・2月号 | 9巻  | 勝鬨橋の中から遺体が発見された。遺体回収のため勝鬨橋が再び開いたが遺体は橋が閉じた後に隠されたことが判明する。想と可奈は全て自分の仕業だという1人の天才老人と出会う。                                          |
| 19（20） | 魔女の手の中に       | 『マガジンGREAT』    | 2001年5月号・7月号 | 10巻 | 優が持ってきた1枚の葉書。彼女から可奈に語られる、想の悲しき過去の事件。始まりは想と女検事・アニー、そして魔女裁判と呼ばれた公判との出会いだった。                                                              |

### 第11巻 - 第20巻
| 話       | タイトル             | 掲載誌            | 掲載号             | 収録 | あらすじ |
| -------- | -------------------- | ----------------- | ------------------ | ---- | --- |
| 20（21） | 寄る辺の海           | 『マガジンGREAT』 | 2001年9月号        | 11巻 | 40年前、1人の少年が溺死した事件が起こる。そして現在、40年前の事件の真相を告発する手紙が少年の友人達と父親に届き、そのうちの1人が殺害される。想と可奈は犯人と40年前の事件の真相を追う。                                             |
| 21（19） | 冬の動物園           | 『マガジンGREAT』 | 2001年3月号        | 11巻 | 冬の動物園で殺人事件が発生する。一世一代のトリックを用いた犯人の推理作家志望の青年は自殺。だが成仏できない青年は、自らのトリックを世間に知ってもらいたいため、霊魂となって想に謎を解かせようとする。                               |
| 22       | 銀河の片隅にて       | 『マガジンGREAT』 | 2001年11月号       | 12巻 | オカルト否定派の大学教授が、1枚の宇宙人の絵に「興味深い」と発言し世間は騒然。その後、その絵が何者かに盗まれる事件が発生し、偶然居合わせた可奈にも疑いが向けられてしまう。                                                          |
| 23       | 虹の鏡               | 『マガジンGREAT』 | 2002年1月号・3月号 | 12巻 | 「魔女の手の中に」完結編。魔女裁判の関係者が次々と命を狙われていく。被害者は事件に会う直前に想と会っており、警察は想の行方を追う。可奈とロキもまた想の無実を信じ行方を追うが、事件の陰には死んだはずのアニーらしき姿が散見された。 |
| 24       | 災厄の男             | 『マガジンGREAT』 | 2002年5月号        | 13巻 | 想と旧知で世界一の大富豪でもあるアランが来日してくる。アランは想を自社へ迎えたいが想は拒否する。そこでアランは自身が所有するレンブランドの絵を盗むことができたら諦めると条件をだし、絵を巡る勝負が始まる。                         |
| 25       | クラインの塔         | 『マガジンGREAT』 | 2002年7月号        | 13巻 | 想の父と親しい大学関係者からの頼みで「黄泉の塔」と呼ばれる栄螺堂を調査する想と可奈。この塔は一人の男があの世へ行くために建てた塔で、その男は塔の中で1年間姿を消していた。そんな中、塔内で殺人事件が発生し…。                       |
| 26       | 夏休み事件           | 『マガジンGREAT』 | 2002年9月号        | 14巻 | 可奈を襲った大事件、他にも妙な出来事が学校内で発生。容疑者と思わしきはそれぞれ対立構造が浮かび上がる先輩達含む4人。果たして犯人は?                                                                                                 |
| 27       | イレギュラーバウンド | 『マガジンGREAT』 | 2002年11月号       | 14巻 | 野球好きの会社員の計画が実行されたとき市議会議員が重傷を負い意識不明の状態となった。議員襲撃事件に隠された真相とは? |
| 28       | ガラスの部屋         | 『マガジンGREAT』 | 2003年1月号        | 15巻 | 可奈の友人の祖父が殺された。真空管に囲まれた部屋の密室殺人に挑む。 |
| 29       | デデキントの切断     | 『マガジンGREAT』 | 2003年3月号        | 15巻 | 想の前に現れた初老の数学教授。元助手の嫌がらせに悩む教授に、かつて想は教授に「デデキントの切断」という言葉を残していた。想が発した「デデキントの切断」の言葉の真意とは?                                                            |
| 30       | サクラ サクラ        | 『マガジンGREAT』 | 2003年5月号        | 16巻 | 想と可奈の関係を問いただす女子の先輩が出現。花見の場所取りの席で隣の人達が大事な物を紛失し困っている中、可奈が語る想との微妙な関係への答えとは!?                                                                                   |
| 31       | 死者の涙             | 『マガジンGREAT』 | 2003年7月号        | 16巻 | 休日を利用して想と水原親子がやってきた山奥の村で夫の暴力に悩む女性が失踪した。この失踪事件の末に可奈は信じられない光景を目の当たりにする。                                                                                         |
| 32       | 災厄の男の災厄       | 『マガジンGREAT』 | 2003年9月号        | 17巻 | 南の島でアランの誕生日パーティーに招待された想達。それはアランが人材確保のため、招待客に盗難事件の容疑をふっかけるための作戦だったが、事態はアランの予想を離れた騒動となる。                                                       |
| 33       | いぬほおずき         | 『マガジンGREAT』 | 2003年11月号       | 17巻 | 映画の撮影中、模擬刀が本物とすり替わり主演男優が死亡した。そして事件を巡る人間模様は製作中の映画「いぬほおずき」を軸に浮かび上がる。映画に秘められた事件の「謎」とは?                                                              |
| 34       | 名探偵"達"登場!      | 『マガジンGREAT』 | 2004年1月号        | 18巻 | 咲坂高校にある3人だけの探偵同好会。その同好会で3人の内の誰かがケーキを盗み食いする事件が発生。3人のケーキを食べた裏切り者探しは奇怪な出来事も関わり、最終的に想と可奈をも巻き込んでいく。                                          |
| 35       | 3羽の鳥              | 『マガジンGREAT』 | 2004年3月号        | 18巻 | 笹塚の故郷で心中した男女の遺体が発見された。だが事件の鍵は笹塚の封印された記憶に隠されていた？男女失踪事件と笹塚の記憶の真相とは?                                                                                                  |
| 36       | マクベスの亡霊       | 『マガジンGREAT』 | 2004年5月号        | 19巻 | シェイクスピアの戯曲マクベスの舞台で主演を務めるベテラン俳優を積った恨みから殺害した若手俳優。だがそんな若手俳優を想の推理と殺した俳優の亡霊が追い詰める。                                                                         |
| 37       | 賢者の遺産           | 『マガジンGREAT』 | 2004年7月号        | 19巻 | ひょんなことから昭和初期にタイムトラベルしてしまった可奈。その時代の中で可奈は、想に似た書生と共に資産家が残した隠し財産を巡るトラブルを収束させることに。果たして元の世界に戻れるのだろうか?                                      |
| 38       | 無限の月             | 『マガジンGREAT』 | 2004年9月号        | 20巻 | 亡くなったはずの友人から、想にメールが届いた。そこから発生する中国マフィアのボス達による殺人の連鎖。メールに残された「φの場所」の意味とは?                                                                                         |
| 39       | 多忙な江成さん       | 『マガジンGREAT』 | 2004年11月号       | 20巻 | 資産家である江成姫子の祖母が命を狙われているという。探偵同好会と可奈がその危機を防ごうとするが、その周辺で奇妙な出来事が起こり始める。                                                                                             |

### 第21巻 - 第30巻
| 話       | タイトル                     | 掲載誌            | 掲載号             | 収録 | あらすじ |
| -------- | ---------------------------- | ----------------- | ------------------ | ---- | --- |
| 40       | 接がれた紐                   | 『マガジンGREAT』 | 2005年1月号        | 21巻 | 雪山で見かけた浮かない表情の男女2人組が「心中」すると思い込み、2人を追って大企業グループの社長の別荘に行き着いた想と可奈。別荘に集った男女含む彼らには社長を巡り様々な事情を抱えていたが、別荘内で社長の首吊り遺体が発見される。    |
| 41       | 狙われた美人女優…(略)        | 『マガジンGREAT』 | 2005年3月号        | 21巻 | 落ち目の女優が、マネージャーと仕掛けた狂言の脅迫事件。事件担当の火サスマニア刑事・笠山によって女優の思惑通り騒ぎは大きくなるが、事件は狂言ではなくなってしまう。                                                                    |
| 42       | 春の小川                     | 『マガジンGREAT』 | 2005年5月号        | 22巻 | 記憶をなくし絵が書けないという日本画家。そんな彼の前に彼を別人だと思い込む人が2人も現れる。彼の記憶の鍵を握る「大切な場所」の真実とは?                                                                                              |
| 43       | ベネチアン迷宮（ラビリンス） | 『マガジンGREAT』 | 2005年7月号        | 22巻 | エリーへのプロポーズを考えるアラン。想と可奈を連れてエリーに渡す指輪を買いにイタリアへ行ったアランだが、銀行強盗に人質にされ誘拐されてしまう。強盗達が間抜けだったことから早期解決すると思われたのだが…                             |
| 44       | ライアー                     | 『マガジンGREAT』 | 2005年9月号        | 23巻 | 想の両親に会おうと偶然想の友人・ライアンのクルーザーに乗船した燈馬兄妹と可奈。だが海上でライアンが殺害される事件が発生。想達以外に乗船した全員にはアリバイがあり、皆ライアンに恨みを抱いていた…。想達は両親に会えるのか？           |
| 45       | アナザー・ワールド           | 『マガジンGREAT』 | 2005年11月号       | 23巻 | 想にリーマン予想を説くと宣言した数学者が学会に現れずに失踪してしまった。さらに彼は自宅に四行詩を、4人の関係者には四行詩と関連する絵を残していた。4枚の絵に隠された、真実とは?                                                       |
| 46       | クリスマスイブイブ           | 『マガジンGREAT』 | 2006年1月号        | 24巻 | クリスマスの前日の更に前日、想と可奈のバイト先で、複雑な多重トラブルが発生。紛失した財布に一組多い客、突如現れた足跡と交際中の店長とチーフの間に発生した浮気問題…。皆が幸福になる方法とは?                                          |
| 47       | 罪と罰                       | 『マガジンGREAT』 | 2006年3月号        | 24巻 | 「世の中は不公平」、そう感じた金欠の名門大学院生が完全犯罪を目論み盗みを実行に移すが、盗みに入った場所で殺人事件を起こしてしまう。その上水原警部に殺人犯として疑われ執拗に追い詰められてしまい…。                                   |
| 48       | 宇宙大戦争                   | 『マガジンGREAT』 | 2006年5月号        | 25巻 | 探偵同好会が菱田率いる4人の新入部員に乗っ取られてしまった。図らずも失意の江成達に助け舟を出すことになった想と可奈は江成達と同好会を奪還するため宇宙人襲来作戦を決行するのだが…。                                                    |
| 49       | パラレル                     | 『マガジンGREAT』 | 2006年7月号・9月号 | 25巻 | 山奥の別荘地で起きた殺人事件に絡む因縁。シンクロトロン建設に関わる疑惑と、それにまつわる研究者の死。超ひも理論の導き出す犯人の姿は?                                                                                                 |
| 50       | 夏のタイムカプセル           | 『マガジンGREAT』 | 2006年11月号       | 26巻 | 偶然見つかった可奈のタイムカプセル。中には可奈が誰からもらったか分からない物もあり…。そこに秘められた可奈の思い出せない記憶とは? |
| 51       | 共犯者                       | 『マガジンGREAT』 | 2007年1月号        | 26巻 | 密室の死体と不可解な自首をした男。果たして真犯人は別にいるのか? あるいは共犯者が? |
| 52（53） | 鏡像                         | 『マガジンGREAT』 | 2007年5月号        | 27巻 | 放火された空き家。容疑者は双子の姉妹。どちらかが犯人なのか?事件の鍵となるのは鏡! |
| 53（54） | 立証責任                     | 『マガジンGREAT』 | 2007年7月号        | 27巻 | 裁判員制度導入に先駆け、学校で模擬裁判が行われることに。想と可奈は有罪・無罪、どちらを選ぶのか。 |
| 54（52） | ファラオの首飾り             | 『マガジンGREAT』 | 2007年3月号        | 28巻 | 友人にエジプトに呼ばれ、友人が発掘した王墓と思しき墓の調査を引き受けた想。その墓の周りでは発掘に関わった人間が次々と重傷を負う“ツタンカーメンの呪い”さながらの出来事が起きていた。墓の真偽と呪いの正体とは? 『C.M.B』とのコラボ作。 |
| 55       | 人間花火                     | 『マガジンGREAT』 | 2007年9月号        | 28巻 | 人が朽ち果てていく様子を描いた絵（九相図）を見た男性の様子がおかしいと、知り合いに相談された想と可奈。絵の謎を解き明かそうとする中、ツポビラウスキー症候群という想すらも知らない症状の名を耳にする。                                |
| 56       | エレファント                 | 『マガジンGREAT』 | 2007年11月号       | 29巻 | 最近現れた海賊を自称する謎の男。可奈とミステリ同好会を従え、金庫の盗難を目論む海賊は尻込む可奈達をよそに金庫を盗み出す。海賊は「金庫をコーヒーカップに入れた」と主張するが…。                                                       |
| 57       | 動機とアリバイ               | 『マガジンGREAT』 | 2008年1月号        | 29巻 | 想に油絵を教えている先生が動機があるという点で殺人容疑をかけられる。自殺か、それともアリバイを潜り抜け、誰かが殺したのか? |
| 58       | 人形殺人                     | 『マガジンGREAT』 | 2008年3月号        | 30巻 | 都内で発生した連続マネキン破壊事件。無惨な姿で「殺された」マネキンが物語る事件の真実に想が迫る。 |
| 59       | 犬の茶碗                     | 『マガジンGREAT』 | 2008年5月号        | 30巻 | 想の行きつけの将棋道場の将棋仲間が催眠商法の被害に遭った。可奈は合法的にお金を取り戻すことを提案するが…。 |

### 第31巻 - 第40巻
| 話     | タイトル                | 掲載誌               | 掲載号       | 収録           | あらすじ |
| ------ | ----------------------- | -------------------- | ------------ | -------------- | --- |
| 60     | 眼の中の悪魔            | 『マガジンGREAT』    | 2008年7月号  | 31巻           | ロキの友人が論文の捏造を疑われて聴聞会にかけられた。彼はデータを指導教授に盗まれたと主張するが…。 |
| 61     | 約束                    | 『マガジンGREAT』    | 2008年9月号  | 31巻           | 遭難死した登山家が3年前に交わした殺人の約束。3年後、そのターゲットが山で滑落死する。これは果たして殺人か? そして、殺人の約束を交わしたのは誰なのか? |
| 62     | マジック&マジック       | 『マガジンGREAT』    | 2008年11月号 | 32巻           | マジックのショーを見に来た燈馬と可奈。タネが解るので反応の少ない燈馬に、マジシャンが「見たことのないマジックを見せて驚かせてやる」と言う。 |
| 63     | レッド・ファイル        | 『マガジンGREAT』    | 2009年1月号  | 32巻           | 荒らされた室内で銀行員の死体が発見される。被害者が勤めていた銀行では、投資プログラムを組んだプログラマに此度の金融危機の責任があるとして、燈馬の知人でもある女性が告発されていた。                                                                                |
| 特別編 | ドラマ殺人事件          | 『月刊少年マガジン』 | 2009年2月号  | THE TRICK FILE | 放送部の機材を壊した可奈。その償いのため公共放送局NKHの代理取材を要請される。燈馬を引き連れてドラマの製作現場を取材するが、そこでプロデューサーが変死体で発見される。                                                                                             |
| 64     | パラドックスの部屋      | 『マガジンイーノ』   | 2009年3月号  | 33巻           | 家賃の不払いで強制退去が執行された部屋から、借主がミイラ化した状態で発見された。しかし、彼の周辺から窺い知れる人物像はどれもバラバラ…この事件は他殺? 自殺? それとも病死…?                                                                                         |
| 65     | 推理小説家殺人事件      | 『マガジンイーノ』   | 2009年5月号  | 33巻           | 売れっ子推理小説家が自宅の風呂場で死体で発見された。当初、警察は事故死と断定するも、現場の様子は彼が生前仲間に話していたトリックに酷似していた。事故か、殺人か。                                                                                                  |
| 66     | 災厄の男の結婚          | 『マガジンイーノ』   | 2009年7月号  | 34巻           | めでたく結婚する運びになったアランとエリー。そんな中、エリーが結婚の条件としてアランと創設した世界一の慈善団体に、世界一の“失敗続き”の開発銀行が協力を申し出て…。                                                                                                 |
| 67     | 母也堂                  | 『マガジンイーノ』   | 2009年9月号  | 34巻           | 飛込競技の大会に出る遠野に住む可奈の中学時代の友人の応援の為、岩手に来た想達。そんな中、その友人の父親が一人で運転中の車内で殺人とも自殺とも事故とも取れない謎の死を遂げる。                                                                                      |
| 68     | 二人の容疑者            | 『マガジンイーノ』   | 2009年11月号 | 35巻           | とある運送会社で強盗事件が発生。水原警部の部下の若手刑事・浅間が担当する事に。想の助言で容疑者はその会社に勤める二人の男性社員に絞られる。初めて事件の担当を任せられハリきる浅間刑事だが…。                                                                       |
| 69     | クリスマス・プレゼント  | 『マガジンイーノ』   | 2010年1月号  | 35巻           | クリスマスの日に舞台公演を控えて活気づいていた咲坂高校演劇部。しかし、演技力は高いがドジばかりの部長・白井の所為で急遽部員が6人に減ってしまう。翌日、劇の内容を「探偵モノ」にするという条件で、暇を持て余したミステリ同好会が協力を申し出るが…。                  |
| 70     | 黒金邸殺人事件          | 『マガジンイーノ』   | 2010年3月号  | 36巻           | 名門・K大学に30年以上籍を置いていた理学部教授が京都の自宅で首を吊った。遺書が無かったので他殺の可能性でも捜査している京都府警。そんな中、想と旧知の若い学者・烏丸が捜査線上に浮上する。その学者、頭はキレるが性格に難がある人物で…。                              |
| 71     | Q&A                     | 『マガジンイーノ』   | 2010年5月号  | 36巻           | 子供達の中から事業を引き継ぐ適任者を見定めてほしいというMIT時代の知人の銀行家からの頼みで、エーゲ海に浮かぶ孤島までやってきた想一行。だが島の中では様々なトラブルが次々と発生、関係者達がそれぞれの視点で語る事件の鍵は孤島に伝わるある詩が絡んでいた…。          |
| 72     | 殺人講義                | 『マガジンイーノ』   | 2010年7月号  | 37巻           | 笹塚と共に、FBI行動分析官が教える「犯罪プロファイリング講習会」にやってきた想と可奈。多くの警察関係者が居合わせる中、殺人事件が発生。果たしてプロファイリングは真実に迫れるのか？                                                                                 |
| 73     | アニマ                  | 『マガジンイーノ』   | 2010年9月号  | 37巻           | 想と可奈が街で拾ったアニメの原画。届けた先の制作会社では敏腕作画監督が突如不可解な理由で会社を辞めていておおわらわ。監督を慕うスタッフの一人がその真相を突き止めようと駆けずり回るが…。                                                                           |
| 74     | 虚夢                    | 『マガジンイーノ』   | 2010年11月号 | 38巻           | マニアの間では幻とも言われる程レアなミステリー映画のDVDを壊してしまった可奈。弁償する為に想と一緒に同じDVDを探していると、ひょんな事からその映画のプロデューサーの家で開かれたパーティーに行く事に。しかしそのパーティーの最中、殺人事件が発生してしまう。        |
| 75     | 十七                    | 『マガジンイーノ』   | 2011年1月号  | 38巻           | 大ヒットドラマのロケ地になった神社でバイトする事になった想と可奈。神社の敷地内には江戸時代の和算家が建てた、正十七角形の形をした古いお堂があったが、ドラマの資料館を建てる為に取り壊す模様。しかし、そのお堂には和算に魅せられた少女が残した謎が秘められていた…。 |
| 76     | ああばんひるず6号室事件 | 『マガジンイーノ』   | 2011年3月号  | 39巻           | 名前だけは立派な安アパート、そのアパートの"開かずの間"で倹約家の大家が首をつった状態で発見された。大家の孫と同級生だった可奈は臨時の管理人として事件を調査する。住人は皆一癖ある人物ばかりだが、殺人をするほどの動機も無さそうで…。                               |
| 77     | グランドツアー          | 『マガジンイーノ』   | 2011年5月号  | 39巻           | ボイジャー計画に携わったMIT時代の恩師・イオ教授の誘いでハワイにやってきた想たち。しかし、当時の研究仲間も集まる中突如イオ教授が失踪。妻の命日が目前であったことから自殺も疑われる中、想たちは研究仲間からの証言で当時のイオ教授を知る。                           |
| 78     | 四角関係                | 『マガジンイーノ』   | 2011年7月号  | 40巻           | ある男女2組の恋仲を取り持つことになった想と可奈。だが、その男女間では一方への片思いがループしている四角関係の状態にあった。そんな中、1組の男女のバイト先の書店で金庫に入れた売上金が盗まれる事件が発生する。                                                      |
| 79     | 密室 No.4               | 書き下ろし           | 書き下ろし   | 40巻           | 旅行企画会社の企画するツアーの模擬体験をすることになった想、可奈、江成。内容はある孤島の別荘で3つの密室殺人の謎を推理するというもの。だが親会社から旅行企画会社の赤字を立て直すためにきた経理部部長が本当に殺害された「第4の密室殺人」の謎が出現する。            |

### 第41巻 -  第50巻
| 話 | タイトル             | 掲載誌                          | 掲載号       | 収録 | あらすじ |
| -- | -------------------- | ------------------------------- | ------------ | ---- | --- |
| 80 | バルキアの特使       | 『月刊少年マガジン+（プラス）』 | 01号         | 41巻 | 東欧の小国・バルキア共和国において3万人もの虐殺を主導した前大統領・スワミがベルギーで逮捕される。自分達で裁きを下したいバルキアだが、人道の罪を盾にベルギーは応じない。想はバルキア出身の友人の依頼を受け、裁判権を得るべくバルキア側の代理人となるが、対するベルギー側の代理人は榊森羅だった。予想外の難敵に対し、想は大統領解任状を携えたまま失踪中の特使の行方を追う。『C.M.B』とのコラボ作。 |
| 81 | カフの追憶           | 描き下ろし                      | 描き下ろし   | 41巻 | 想はハイスクール時代の知人・リンの頼みを受け、急遽アメリカへ飛ぶ。彼女の頼みは連邦刑務所に服役中の夫・カフを助けてほしいというものだった。そしてカフは想に自身の無罪を訴え、事件は何者かの陰謀だと主張するが、展開は思いもよらない方向に。 |
| 82 | エッシャーホテル     | 『月刊少年マガジン+（プラス）』 | 02号         | 42巻 | 海外の御曹司と結婚した大富豪・エリは、エッシャーの騙し絵をコンセプトにしたホテルを開業する。しかし、そのホテルの下には寂れた大きなホテルがあり、エッシャーホテルの前の建物と深い因縁があった。そんな中、無限階段のオブジェで招待客の不可解な首吊り死体が発見される。 |
| 83 | 論理の塔             | 描き下ろし                      | 描き下ろし   | 42巻 | 想とロキのMIT時代の友人で、演算装置開発の凄腕技術者であるミアは、自分を苦しめた恋人や上司に、手に入れれば大金を得られるCPUを爆破解体間近の廃ビルに隠したことを伝える。さらにミアを想う同僚、CPUを捜す者を殺すよう頼まれたというバイカーの男が加わるが、彼らに与えられたヒントは矛盾だらけだった。想は、これをミアの作った論理パズルだと推測し、CPUの隠し場所とその意図を探る。 |
| 84 | 検証                 | 『月刊少年マガジン+（プラス）』 | 03号         | 43巻 | 製薬会社社長が屋敷内で殺害され、アリバイの無い社長の娘婿が逮捕された。アルバイトでTV番組の収録に参加した想と可奈は、番組の企画で彼の無実を証明するため、彼以外の来客者にも犯行は可能かを検証することに。しかし来客者は全員動機はあるが、衆人環視の中での犯行は難しそうで…。 |
| 85 | ジンジャーのセールス | 描き下ろし                      | 描き下ろし   | 43巻 | 怪我で入院したMIT時代の恩師の頼みで、銀行の投資部門で投資先候補の監査を手伝うことになった想。想の前に民間宇宙旅行会社への融資を求めて天才セールスマン・ジンジャーが売り込みに現れるが、可奈はその会社の穴だらけな実情と、妻の死を境にセールス上の嘘がつけなくなったジンジャーが娘の手術のため大金を必要としていることを知ってしまう。 |
| 86 | チューバと墓         | 『月刊少年マガジン+（プラス）』 | 04号         | 44巻 | 探偵同好会の3人が殺人事件を目撃する。前日に酔っ払いを死体と間違えて通報し警察に迷惑をかけていた3人が匿名で通報し現場に駆けつけると、死体が隠されているはずの工場の中にはケースに入ったチューバと土が盛られた墓があるだけで、死体は消えていた。 |
| 87 | Question!            | 描き下ろし                      | 描き下ろし   | 44巻 | 想の元に「Question!」とフェルマーの大定理の数式が書かれた便箋と温泉への招待状が送られてくる。可奈とロキと共に現地へ赴いた想は、同じく奇妙な招待状を貰った離婚調停中の2組の夫婦とその娘に出会う。 |
| 88 | 金星                 | 『月刊少年マガジン+（プラス）』 | 05号         | 45巻 | 学生アパートで大学生が自らの部屋内で撲殺される事件が発生。凶器が発見され、目撃証言や動機が揃ったことで被害者の彼女が逮捕後検察に送致されるが、根拠となる被疑者の行動に疑念を抱いた担当の女性検事は、笹塚に紹介された想と可奈に調査協力を仰ぐ。 |
| 89 | 初恋                 | 『月刊少年マガジン』            | 2013年7月号  | 45巻 | 学校一の美女・礼奈と交際中している平凡な高校生・古巴の住むマンションのベランダで咲坂高校生の転落死体が発見された。警察に疑われ、その事で先方の親から彼女と距離を置かれてしまった古巴は、事態解決のため想に助けを求める。そして被害者と同様に古巴と礼奈の交際に鬱屈した感情を抱く者達が容疑者として浮上する。 |
| 90 | 失恋                 | 『月刊少年マガジン+（プラス）』 | 06号         | 46巻 | 演芸場の楽屋から500万円が消えるという事件が発生。だが、当事者の落語家たちは本気で事件を解決しようとしない。前座の猫柳あやめは被害者と犬猿の仲である師匠に疑念を抱くが……。 |
| 91 | 巡礼                 | 『月刊少年マガジン』            | 2013年10月号 | 46巻 | 今は亡きノンフィクション作家の書斎から見つかった没原稿。そこに描かれたのは戦争という混乱期に起こった一つの殺人事件とそれを巡る裁判での遺族のありえない主張だった。最愛の妻を殺した男を赦した外交官の真意は慈愛によるものなのか?彼の行った"巡礼"の意味とは? |
| 92 | 陽はまだ高い         | 『月刊少年マガジン+（プラス）』 | 07号         | 47巻 | インドネシア・バリ島でNSAが管轄するNPクラスのアルゴリズムの研究施設で研究記録ファイルの盗難事件が発生。盗んだ犯人が車で逃走中に事故を起こしファイルは焼失したが、想、可奈、ロキ、エバはNSA職員からの依頼で超厳重な警備下で発生した機密漏洩事件を調査する。 |
| 93 | 坂道                 | 描き下ろし                      | 描き下ろし   | 47巻 | 中学時代のイジメの過去を持つモデルの亜季。海外進出のチャンスを掴んだ彼女が、その話を躊躇するのは中学時代にクラスで発生したゲーム機盗難騒ぎで疑われた時、友人の可奈がなぜ自分の無実を信じたのかという思いを引きずっていたからだった。だが可奈が同級生達と遊びに行った亜季の実家で生活費紛失騒動が起きた時、想の推理が可奈に亜季の疑問を解くことを促していく。 |
| 94 | 代理人               | 『月刊少年マガジン+（プラス）』 | 08号         | 48巻 | ベストセラー覆面作家・世見（せみ）を担当していた著作権エージェント・株戸（かぶと）が殺される。世見の新作がなければ、エージェンシーは倒産を免れず、新人社員の星子が株戸の後任を任される。難しい性格の世見は、星子に株戸を殺した犯人を見つけたら原稿を渡す約束をし、会社の危機を救うため、星子は親戚の加奈を頼る。 |
| 95 | ファイハの画集       | 描き下ろし                      | 描き下ろし   | 48巻 | アランとエリーが進学の支援を決めていたモロッコの少女・ファイハが、乗船していたはずのスペインへの集団密航船から姿を消す。麻薬密輸にも関わっていた船長が積み荷を守るために発砲し、国境警備隊との銃撃戦へ発展するが、拿捕された船からは麻薬が見つからなかった。アランとエリーに頼まれ、ファイハの行方を燈馬と加奈が追う。 |
| 96 | 無関係な事件         | 描き下ろし                      | 描き下ろし   | 49巻 | 香港でマフィアの首領が、別の組織の首領と揉め事を起こした後に何者かに殺害された。そんな物騒な業界とは全く何の関係も無く、日本で就活に苦戦しながら日々を過ごしている大学生・笘篠（とましの）と、同じく内定が貰えない友人の佐々木。この二人の青年がひょんなことから、香港マフィアから命を狙われる羽目になり…。 |
| 97 | ラブストーリー       | 描き下ろし                      | 描き下ろし   | 49巻 | 45年前、とある大学の映研で一本のラブストーリーが制作された。しかし、責任者である部長・蒲田が映画の結末をどうするかを決められず、結局ラストシーンの撮影もできずにずっと未完のままだった。それから45年後、その時の映画の主演女優と偶然にもよく似ていた為に、映画作りに協力した可奈。撮影も完了してあとは編集を残すのみだったが、途中で急遽蒲田が病死してしまい、結末を知る者がいなくなってしまう。それにより、編集作業を引き継いで映画を完成させるよう可奈に頼まれる想。果たして、想は映画の結末を推理できるのか。 |
| 98 | 観測                 | 描き下ろし                      | 描き下ろし   | 50巻 | 想のMIT時代の同級生・サリーの会社で制作された冷却器が世界各地の観測施設で止まってしまう事件が発生。想と可奈はサリーの助けを求める声に応じるが、やがて犯人がダークマターの観測施設とサリー個人に狙いを定めていることが判明する。 |
| 99 | 脱出                 | 描き下ろし                      | 描き下ろし   | 50巻 | 何者かにより謎の手紙を送られた可奈は、後日送られてきた20万と引き換えに「エスケープゲーム」なる脱出ゲームの会場を想達クラスメイトと設営することに。設営から1週間後、「エスケープゲーム」に5人の参加者が集い、可奈も知らされていない優勝賞金100万円のため、主催者不在のままゲームが開始されることに。だが、ゲームの問題を解く内に、16年前の密室殺人事件の存在が浮かび上がり…。 |

## Q.E.D.iff

### 第1巻 -
| 話 | タイトル                       | 掲載誌            | 掲載号     | 収録 | あらすじ |
| -- | ------------------------------ | ----------------- | ---------- | ---- | --- |
| 1  | iff                            | 『少年マガジンR』 | 2015年1号  | 1巻  | 彫刻家の三砂が自身のアトリエ内で絞殺された。アトリエ内は外から侵入できず、一番弟子が遺体を発見する時以外は誰も出入りをしていない完全な密室状態にあった。可奈が剣道部に道場修繕費の出資を約束していた三砂が殺され困っているのをきっかけに、想は様々な人間関係から三砂を殺せる犯人と“同値”の人物を炙り出していく。     |
| 2  | 量子力学の年に                 | 描き下ろし        | 描き下ろし | 1巻  | 京都の山奥で、100年前に栄えた新興宗教の教祖のミイラ化遺体が発見された。古い科学雑誌に挟まっていた科学雑誌記者のノートを手にした想と可奈は、ノートに綴られた当時の状況を知るため遺体発見者の発明家や教祖のひ孫の女性と共に、教団内の乱射事件の謎に挑むことに。そして4人は教団幹部にまでなった記者の視点を辿っていく。 |
| 3  | 素っ裸の王様                   | 『少年マガジンR』 | 2015年2号  | 2巻  | 売れないピン芸人、夕張が自らの芸人生命を賭して書いた喜劇の脚本。これに目を付けた大御所芸人・鈴鹿は何とか自分でその脚本を演じようと一計を案じ、脚本を盗み出そうとする。夕張の妹と同級生だった想と可奈はたちまちこれを看破するが、奸智に長けた鈴鹿のマネージャー・赤石がある提案を持ちかけて……                         |
| 4  | 殺人のかたち                   | 『少年マガジンR』 | 2015年3号  | 2巻  | ロキの呼び出しでマルタ島にある数学者専用のホテルにやって来た想と可奈。そのホテルでは数学者・アルフの妻、カミラが殺害される事件が起きており、地元警察の捜査に納得がいかないアルフが数か月に渡り独力で犯人を捜していた。事件のあらましを聞いた想が目を付けたのは、犯人がこだわった"殺人のかたち"であった。             |
| 5  | 三人の刺客                     | 『少年マガジンR』 | 2015年4号  | 3巻  | 同一の詐欺師に騙されて大事なものを失った3人の女性が、それぞれに殺害計画を立てる。奇しくも計画の実行日は3人とも同じパーティーの日。3人は自らが立てたプラン通りに殺人を実行したはずが、それぞれの計画は複雑に絡み合い、ターゲットの詐欺師は思わぬ場所で遺体で見つかることとなる。                                      |
| 6  | 自転車泥棒                     | 『少年マガジンR』 | 2016年1号  | 3巻  | 可奈たちと共にクリスマス恒例である栗ようかんパーティーの準備に追われる想のもとに、裁判所から連絡が入る。とある廃屋の解体に際し、想が立会いの代理人として指名を受けたというのだ。そのことをきっかけに、想は小学生の頃に遭遇した一つの事件に対して結論を付けに行くこととなる。                                         |
| 7  | 碧の巫女                       | 『少年マガジンR』 | 2016年2号  | 4巻  | 伊豆諸島の小さな島で持ち上がったリゾート開発の話。賛否を巡って島が二分される中、開発会社の測量士が失踪。その測量士の遺体の在処を預言したのは代々島の水利権を握る一家の末裔である若き巫女であった。彼女に疑いの目が向く中、さらに殺人は続いていき……                                                                   |
| 8  | H.N.                           | 『少年マガジンR』 | 2016年3号  | 4巻  | オンラインカジノのシステムをハッカーから守り抜いたホワイトハッカー・マットだが、その直後にハッカーからの報復で車を爆破されてしまう。命の危険を感じたマットはMIT時代の旧友である想に助けを求め、可奈共々世界を股にかけた凄腕ハッカーとの頭脳戦が幕を開ける。                                                          |
| 9  | イーブン                       | 『少年マガジンR』 | 2016年4号  | 5巻  | 捜査中の事故で怪我を負った水原警部が入院する病院で、可奈は意識不明の患者が何者かから酸素マスクを外される現場に遭遇する。すぐさま不審者を追跡するも、行き止まりのはずの通路で不審者は姿を消した。命を狙われた患者の周囲を調べるうちに容疑者は数名浮上するが……                                                         |
| 10 | 不完全な密室                   | 『少年マガジンR』 | 2016年5号  | 5巻  | 咲坂署管内で発生した「不完全な」密室殺人事件は一度逮捕された容疑者が証拠不十分で釈放となる。捜査の手法に疑問を抱いた警視庁の捜査一課は、警察庁から出向中の新人刑事を水原警部のもとへ派遣。事件を取り巻く警察、関係者が抱える謎に想・可奈と共に迫る。                                                                 |
| 11 | 地球に落ちてきたと言っている男 | 『少年マガジンR』 | 2016年6号  | 6巻  | 大学に進学したミステリ研究会の3人組。そんな折、モルダーの祖母の前に宇宙人を名乗る男・サイモンが現れ、親族が遺産狙いではないかと警戒する話が伝わる。想とも宇宙議論を交わすサイモンは本当に宇宙人なのか、それとも長く絶縁状態にあった親族なのか？                                                                      |
| 12 | 急転                           | 『少年マガジンR』 | 2017年1号  | 6巻  | 人気ドラマのプロデューサーが転落死。現場となったビルではドラマの打ち合わせが行われており、死んだプロデューサーは配役を巡って脚本家と対立していたことが明らかになるが、現場に居合わせた関係者はそれぞれにアリバイがあると主張し……                                                                                     |